# 約翰·路易斯 (喬治亞州政治人物)
約翰·羅伯特·路易斯（英語：John Robert Lewis；1940年2月21日—2020年7月17日），是美國的政治人物和民權領袖，為自1987年起代表喬治亞州第五國會選區的美國眾議院議員與喬治亞州國會代表中最資深的代表。2011年，他獲當時總統奧巴馬頒發總統自由勳章。2016年，路易斯為推動槍枝管制改革，帶領參眾兩院民主黨議員進行靜坐。2017年，他被美國《時代》周刊選為年度「100大最具影響力人物」。

## 早年生活
約翰·路易斯於1940年2月21日在美國南部的亚拉巴马州特洛伊的近郊地區出生，是威利·梅和埃迪·路易斯十個孩子中的老么。他的父母是阿拉巴馬州派克郡的佃農。
小時候，約翰與白人幾乎沒有來往。到他六歲時，約翰一生中只見過兩個白人。隨著年齡的增長，他開始與家人一起到特洛伊鎮內生活，并在那裡經歷了種族歧視和種族隔離，例如在的鎮內的公共圖書館裡。但是，約翰從住在北部城市的親戚那裡了解到，美國北部地區的學校,公共汽車,和企業裡是沒有分膚色的。約翰 11歲時，他的叔叔帶他去了纽约州的水牛城，此後，他更加意識到了在特洛伊的種族隔離。
1955年，約翰首次在廣播中聽到马丁·路德·金博士，當那年由金恩博士領導的蒙哥馬利巴士抵制開始時，約翰也密切關注有關消息。約翰後來在17歲時遇到了羅莎·帕克斯，並在18歲時首次遇到了金恩博士。

## 學生行動主義和SNCC

### 納什維爾學生運動
約翰畢業於纳什维尔的美國浸信會神學院，然後獲得了菲斯克大學宗教與哲學學士學位。
作為一名學生，他非常致力於在納什維爾的民權運動。他在有執行种族隔离的餐館裏面組織靜坐活動，並作為納什維爾學生運動的一員參加了許多其他民權活動。納什維爾靜坐運動是造成納什維爾市中心餐館裡取消種族隔離的原因。約翰在非暴力運動中被逮捕和監禁多次，為著結束市中心內的種族隔離制度。他也曾幫忙組織抵制公車內種族隔離和其他非暴力抗議的活動，以爭取選舉與種族平等。詹姆士·勞森牧師和凱利·米勒·史密斯牧師在學生時期曾應邀他參加在克拉克紀念聯合衛理公會教堂地下室舉行的非暴力研討會。在這裡，約翰和他的許多同學一直擁護於非暴力的哲學與紀律並仍在實踐。

### 自由乘車運動
1961年，約翰·路易斯成為13位“自由乘车者”中的一名。有7名白人和6名黑人決心從華盛頓特區以白人黑人一起坐公車的方式到新奥尔良。當時，舊聯邦仍有多個州法律加強禁止黑人和白人在任何公共交通工具上坐在一起。“自由乘車”旨在向聯邦政府施加壓力，要求最高法院宣判在弗吉尼亚州案上跨州巴士的種族隔離違憲。自由乘車運動還暴露了政府在對於暴力侵害依法行事的公民的消極態度。聯邦政府委託種族主義的阿州警察來保護自由乘車的參與人員，但他們什麼都沒做。肯尼迪政府隨後要求冷靜期，暫時停止“自由乘車”。
在美國南部，約翰·路易斯和一些參與非暴力自由乘車的人被憤怒的暴民毆打，又被逮捕並入獄多次。 他21歲的時候在南卡罗来纳州参加自由乘車時, 是第一個遭到毆打的人。他試圖進入只有白人被允許進入的等候室，兩名白人毆打他，打傷他的臉，又踢他的肋骨。 然而，僅兩週後，路易斯又參加了前往傑克遜的自由乘車行。 最近約翰針對被毆打後仍持有的堅持不懈表示：“我們決心不讓任何暴力行為使我們脫離目標。我們知道我們的生命可能受到威脅，但我們已下定決心不後悔(made up our minds not to turn back)。”  在密西西比州參加自由乘車活動後，約翰在向日葵縣又被監禁了四十天。
在“自由乘車” 40週年紀念日時，約翰路易斯接受CNN的採訪時追述了他和其他12名最初始的自由乘車成員所承受的巨大暴力。 在伯明翰，他們被無情地毆打，在蒙哥马利，一個憤怒的暴民遇見了他們的公車，路易斯被一個木箱子砸了頭。 劉易斯回憶起事件時說：“那時真的是非常的暴力。我都以為我要死了。我被遺留躺在灰狗巴士站，還沒有恢復意識。” 當CORE組織因為暴力而放棄自由乘車時，約翰路易斯和戴安娜·納什讓納什維爾的學生接管往後的運動，並最後將其目的成功達成。
四十八年後的同一天，2009年2月，約翰路易斯在國家電視台上接受了前3K党成員埃爾溫·威爾遜的道歉。

### 去世
2020年7月17日，路易斯去世，享年80岁。其在2019年12月宣布自己患有晚期胰腺癌。

## 大眾文化
- 《逐夢大道》：2014年電影，約翰·路易斯由史帝芬·詹姆士（英语：Stephan James (actor)）飾演。

## 延伸閱讀
- Oral History Interview with John Lewis （页面存档备份，存于） from Oral Histories of the American South （页面存档备份，存于）, November 20, 1973
- Booknotes interview with Lewis on Walking With the Wind: A Memoir of the Movement, July 12, 1998
- "SNCC- People: John Lewis." （页面存档备份，存于）, Apr 11, 2011
- "Congressman John R Lewis." www.achievement.org. Apr 11, 2011

## 外部連結
- 眾議員約翰·路易斯國會官方網站
- 約翰·路易斯競選網站 （页面存档备份，存于）
- 中的“John Lewis”
- Background and collected news at The Washington Post
- 美國國會國家人物傳記大辭典中的傳記
- 由華盛頓郵報維護的投票記錄
- 智慧投票计划中的傳記、投票紀錄及利益集團評級
- Congressional profile at GovTrack
- Congressional profile at OpenCongress
- Issue positions and quotes at On the Issues
- Financial information at OpenSecrets.org
- Staff salaries, trips and personal finance at LegiStorm.com
- 聯邦選舉委員會中的競選財務報告和數據
- Appearances on C-SPAN programs
- 網路電影資料庫上的亮相頁面
- Collected news and commentary at The New York Times
- Profile at Ballotpedia
- C-SPAN內的頁面（英文）

| 非組織職務             | 非組織職務                                     | 非組織職務               |
| ---------------------- | ---------------------------------------------- | ------------------------ |
| 前任者： 查爾斯·麥克杜 | 學生非暴力協調委員會主席 1963年－1966年        | 繼任者： 斯托克利·卡麥可 |
| 美国众议院             |                                                |                          |
| 前任者： 維奇·福勒     | 喬治亞州第五國會選區 眾議院議員 1987年－2020年 | 現任                     |
| 美國排位名單           |                                                |                          |
| 前任者： 彼得·吉奧     | 美國眾議員資歷 第13位                          | 繼任者： 路易絲·斯勞特   |